# Musca costalis
Musca costalis är en tvåvingeart som först beskrevs av Walker 1853.  Musca costalis ingår i släktet Musca och familjen parasitflugor. Inga underarter finns listade i Catalogue of Life.